# مارک هادون
مارک هادون (انگلیسی: Mark Haddon؛ زاده ۲۶ سپتامبر ۱۹۶۲) یک نویسنده، شاعر و پدیدآور اهل بریتانیا است.
وی همچنین برنده جوایزی همچون جایزه ادبی کاستا بوک شده‌است. هادون نویسنده کتاب ماجرای عجیب سگی در شب است.